# حسن ربيع (لاعب كرة قدم سعودي)
حسن علي ربيع هو لاعب كرة قدم سعودي يلعب كمدافع في نادي العين.

## مسيرة اللاعب
لعب في نادي التعاون ونادي العين.